# Защитный
Защитный — посёлок в Некрасовском районе Ярославской области России. 
В рамках организации местного самоуправления входит в сельское поселение Красный Профинтерн, в рамках административно-территориального устройства — в Боровской сельский округ.

## География
Расположен в 31 километре к северо-востоку от центра города Ярославля, на левом берегу Волги, при впадении в неё реки Рыбинка.

## Население
| 2007 | 2010 |
| ---- | ---- |
| 164  | ↘131 |

Согласно результатам переписи 2002 года, в национальной структуре населения русские составляли 92 % из 142 жителей.